# William Grayson
William Grayson (Prince William megye, 1736 – Dumfries, 1790. március 12.) az Amerikai Egyesült Államok szenátora (Virginia, 1789–1790).